# Gimhae

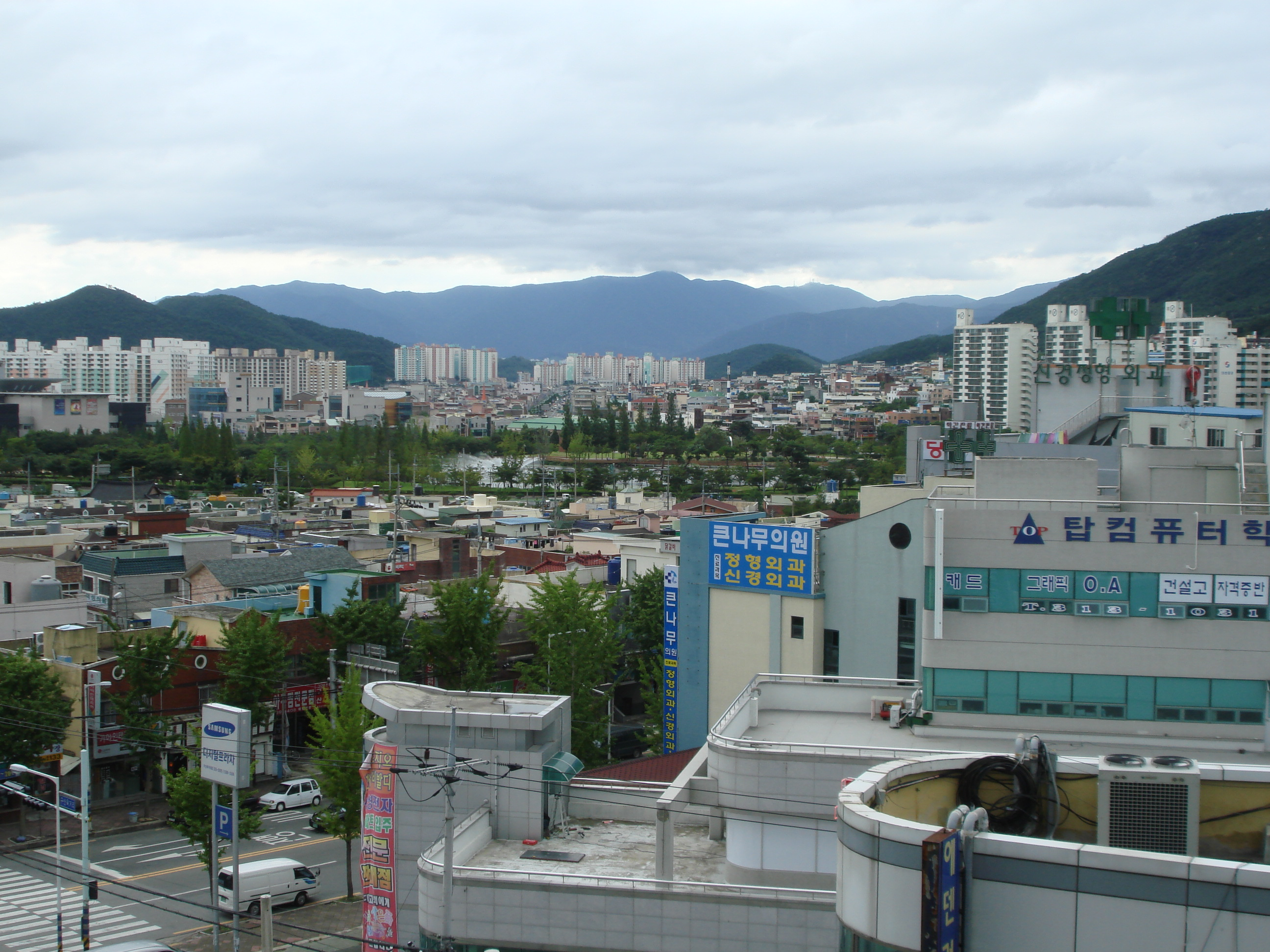
Der Westen von Gimhae (2007)

Gimhae, auch Kimhae genannt, ist eine Stadt in der Provinz Gyeongsangnam-do in Südkorea.

## Geschichte
Während der Periode der Drei Reiche von Korea war Gimhae die Hauptstadt von Geumgwan Gaya,
einem Staat, der der Gaya-Föderation angehörte und diese lange Zeit anführte.

## Verkehr
Im Verwaltungsgebiet der Stadt Gimhae befindet sich der Gimhae International Airport. Er ist der Flughafen der Stadt Busan, die 20 km entfernt liegt.

## Städtepartnerschaften
- Namhae-gun, Südkorea
- Naju, Südkorea
- Goyang, Südkorea
- Munakata, Japan
- Wuxi, Volksrepublik China
- Laixi, Volksrepublik China
- Salem, Vereinigte Staaten
- Lakewood, Vereinigte Staaten
- Biên Hòa, Vietnam
- Ayodhya, Indien

## Söhne und Töchter der Stadt
- Roh Moo-hyun (1946–2009), Präsident der Republik Korea
- Park Chang-sun (* 1954), Fußballspieler und -trainer
- Song Kang-ho (* 1967), Schauspieler
- Lee Min-ki (* 1985), Schauspieler